# Coruja-de-celebes
A coruja-de-celebes (Tyto rosenbergii) é uma espécie de ave strigiformes da família Tytonidae.
É endémica da Indonésia, considerada rara de se ver.